# Xã Newcastle, Quận Coshocton, Ohio
Xã Newcastle (tiếng Anh: Newcastle Township) là một xã thuộc quận Coshocton, tiểu bang Ohio, Hoa Kỳ. Năm 2010, dân số của xã này là 475 người.